# Dien Kes
Bernardina Antonia (Dien) Kes (Amsterdam, 21 april 1907 - aldaar, 5 februari 1953) was een Nederlands schrijver en docent aan "Stichting Ons Eigen Volk". Ze was met name actief op het gebied van het kinderlied en -spel.
Ze was dochter van Dordtenaren Cornelia van 't Hoen (1880-1958) en onderwijzer David Kes (1878-19511). Zelf bleef ze ongehuwd.
Van huis uit was ze onderwijzeres O.L.O. (Onderwijs Lichaamsoefeningen). Dien Kes kreeg daartoe een opleiding aan de Kweekschool voor onderwijzers in Amsterdam, waar ze in 1928 haar hoofdakte behaalde. Zus Wilhelmina was ook onderwijzeres.
Samen met Marie Veldhuyzen, Jop Pollmann en Piet Tiggers gaf Dien Kes cursussen binnen de volkszang etc. en schreef ze mee aan Kinderzang en kinderspel (5 dln., 1948-56). Ze gaf binnen het kwartet ook wel leiding aan volksdansen. Ze was tevens lid van de redactie van het tijdschrift Lusthof der lekenmuziek.
Ze woonde vanaf 1928 tot haar dood aan de Newtonstraat in Amsterdam. Ze werd slechts 45 jaar oud en is begraven op De Nieuwe Ooster.
- International Standard Name Identifier: 0000 0003 9589 7932
- Library of Congress Control Number: n97874936
- Nationale Bibliotheek van Israël: 987007360364305171
- Nederlandse Thesaurus van Auteursnamen: 069101183
- Virtual International Authority File: 290678146